# Gösta Bengtsson
Gösta Ragnar Bengtsson (Gotemburgo, 25 de julio de 1897-Estocolmo, 19 de enero de 1984) fue un deportista sueco que compitió en vela en la clase 30 m2. Participó en los Juegos Olímpicos de Amberes 1920, obteniendo una medalla de oro en la clase 30 m2.

## Palmarés internacional
| Juegos Olímpicos | Juegos Olímpicos  | Juegos Olímpicos | Juegos Olímpicos |
| Año              | Lugar             | Medalla          | Clase            |
| ---------------- | ----------------- | ---------------- | ---------------- |
| 1920             | Amberes (Bélgica) | Medalla de oro   | 30 m2            |